# Pensieri spericolati
Pensieri spericolati (High School High) è un film del 1996, diretto da Hart Bochner.
Si tratta sostanzialmente d'una parodia demenziale, un po' sulla falsariga delle commedie della Zucker-Abrahams-Zucker (tra gli sceneggiatori figura non a caso proprio uno dei componenti del trio), di quel filone cinematografico - parecchio in voga negli Stati Uniti a cavallo degli anni ottanta e novanta - incentrato su insegnanti caparbi ed idealisti alle prese con alunni turbolenti provenienti da realtà molto disagiate.
Tra le pellicole prese maggiormente di mira, infatti, vi sono Conta su di me, La forza della volontà e Pensieri pericolosi (da cui è stato tratto il titolo italiano), sebbene vengano citate abbondantemente pure altre pellicole più o meno collegate al tema, quali The Principal - Una classe violenta e L'ora della violenza.

## Trama
Richard Clark è un insegnante di mezz'età, che si trasferisce da un prestigioso liceo alla scuola pubblica "Marion Barry", una scuola degradata dove violenza, furti, scontri fra bande e totale assenza di insegnamento da parte dei professori sono all'ordine del giorno.
Richard, convinto che la situazione sia risolvibile dimostrando comprensione e interesse verso i ragazzi, trova supporto nella bella collega Victoria, di cui è innamorato. Col passare del tempo, lo spirito innocente e ottimista di Richard riesce a far breccia in Griff, una figura carismatica nella scuola che ambisce a frequentare l'università e a dare un futuro migliore alla sua famiglia e successivamente negli altri ragazzi che iniziano a studiare e a comportarsi bene.
Richard inizia così a preparare i ragazzi per i test d'ammissione all'università ma i risultati bocciano tutti. Richard è costretto a dimettersi e perde la fiducia che i ragazzi avevano in lui. 
Griff viene costretto da Paco, un suo ex-compagno di gang a prendere parte in un affare con dei criminali, che coinvolge droga e soldi: Victoria convince Richard a intervenire e salvare il ragazzo. Si scopre così che il capo dei criminali coinvolti è la preside della scuola, Evelyn Doyle. Grazie all'intervento di Richard e degli altri studenti, la preside Doyle viene arrestata: il film si conclude con la cerimonia di fine anno nella quale Griff e altri cinque studenti ricevono l'ambito diploma proprio da Richard, divenuto nuovo preside di una scuola ora rispettabile e fidanzato con Victoria.